# Shirō Ozaki
Pour les articles homonymes, voir Ozaki (homonymie).
Shirō Ozaki (尾崎 士郎), né le 5 février 1898 et décédé le 19 février 1964, est un écrivain japonais.

## Biographie
Ozaki étudie l'économie politique à l'université Waseda puis travaille d'abord comme journaliste. À partir du milieu des années 1920, il vit comme écrivain. En raison de son attitude nationaliste durant la Seconde Guerre mondiale, toutes ses activités publiques sont interdites après la fin du conflit. Son œuvre principale est le roman en sept volumes Jinsei gekijō, composé entre 1933 et 1960. Parmi ses autres ouvrages, Kagaribi (1941) et Tennō kikan setsu (1951).

## Source de la traduction
- (de) Cet article est partiellement ou en totalité issu de l’article de Wikipédia en allemand intitulé « Ozaki Shirō » (voir la liste des auteurs).
- Notices d'autorité :   - VIAF
  - ISNI
  - BnF (données)
  - IdRef
  - LCCN
  - GND
  - Japon
  - CiNii
  - Pays-Bas
  - Israël
  - Corée du Sud
  - WorldCat